# Glykolwein-Skandal
Als Glykolwein-Skandal wurden im Jahr 1985 Weinverfälschungen in der Öffentlichkeit bekannt.

## Vorgeschichte
Damals üblich (und auch heute noch erlaubt) war der Versatz mit Zucker, um den Alkoholgehalt durch diese künstliche Zugabe von Zucker zum gärenden Traubensaft um ein bis zwei Prozent zu steigern (Chaptalisation). Aufzuckern kam nicht nur bei zu wenigen Sonnentagen in Frage, sondern wurde generell angewandt, um die frühzeitigere Lese auszugleichen. Nahezu unreife Trauben wurden zur Vorbeugung kommender Ernteausfälle durch Schädlingsbefall oder Stare abgelesen und der Mangel an Süße durch Zucker ausgeglichen.

## Hergang
Einige österreichische Winzer hatten Weine entgegen den weingesetzlichen Bestimmungen statt ausschließlich mit Zucker zusätzlich noch mit Diethylenglykol versetzt, die teilweise wiederum von deutschen Weingroßabfüllern mit anderen Weinen gemischt und vermarktet wurden.
Auf diese Weise „gepanscht“ wurden vor allem Spätlese- und Trockenbeerenauslese-Weine und Eiswein, deren Presssäfte von Natur aus hohe Zuckergehalte und nach der Gärung hohe Restzuckergehalte aufweisen, aber wegen des Eintrocknens der Beeren zur rosinenähnlichen Konsistenz nur geringe Mengenerträge liefern und deshalb hohe Preise und gute Gewinne ermöglichen. Wegen der Nachfrage nach süßen Weinen bei niedrigsten Preisen wurden billige Massenweine zu diesen Ausleseweinen „veredelt“ und der Profit wesentlich gesteigert.
Gesundheitliche Schäden oder Beeinträchtigungen von Weinkonsumenten wurden nicht bekannt. Der Begriff Glykolwein-Skandal wurde von deutschsprachigen Massenmedien geprägt und damit verbunden zum Lebensmittelskandal. Das führte unmittelbar zu einem Vertrauensverlust seitens der Verbraucher, einem starken Rückgang des Absatzmarktes für österreichische Weine auf nahezu Null, beschädigte ihren Ruf weltweit und hatte neben jahrelangen juristischen Auseinandersetzungen mittel- und langfristige Auswirkungen auf die österreichische Weinwirtschaft.

## Aufdeckung
Am 21. Dezember 1984 brachte ein bis heute Unbekannter eine Probe zur Landwirtschaftlich-chemischen Bundesversuchsanstalt in Wien, die daraufhin Ermittlungen aufnahm. Zusätzliche Verdachtsmomente ergaben sich, als ein Winzer auffällig große Mengen von Frostschutzmitteln steuerlich geltend machen wollte. Vor allem in Österreich wurde von einzelnen Winzern verfälschter „Qualitätswein“ produziert. Als Süßungsmittel und Geschmacksverstärker verwendeten sie Diethylenglykol. Der Wein wirkte dadurch sensorisch süßer und aromatischer. Gleichzeitig wurden aber auch die amtlichen Zuckertests nicht beeinflusst, mit denen die amtliche Weinkontrolle prüft, ob aus den Trauben des jeweiligen Jahres bei natürlichem Mostzuckergehalt auch eine Alkohol-Zucker-Proportion ohne das Hinzufügen von Zucker, Säure oder Weinbrand möglich ist.
Im Burgenland wurden infolgedessen zwei Winzer zu mehrjährigen Haftstrafen verurteilt. Den Großteil des beanstandeten Weins produzierten einige Winzer am Wagram, denen der Chemiker Otto Nadrasky beratend zur Seite stand. Karl Grill, der Inhaber der Firma Gebrüder Grill, nahm sich nach seiner Verurteilung das Leben. Als Nebeneffekt dieses Skandals wurde publik, dass größere deutsche Weinabfüller aus Rheinland-Pfalz deutschen Wein mit österreichischem (Glykol-)Wein gesetzeswidrig verfälscht hatten.
In der Bundesrepublik Deutschland wurde der Fall zum Medienereignis, als bekannt wurde, dass deutsche Firmen unter Mithilfe von Landesministerien involviert waren. Insbesondere das Unternehmen Pieroth geriet dabei ins Visier der Ermittlungsbehörden. So wurde in Weinen des Unternehmens, an dem der Berliner Wirtschaftssenator Elmar Pieroth zusammen mit anderen Gesellschaftern beteiligt war, Diethylenglykol nachgewiesen. Pieroth sagte damals aus, er habe davon nichts gewusst. Er hatte keine operative Funktion in der Firma inne und ein Ermittlungsverfahren gegen ihn wurde nach kurzer Zeit eingestellt. Mehrere ehemalige Manager seines Unternehmens widersprachen ihm jedoch und behaupteten, er habe diskrete Absprachen sowohl mit dem rheinland-pfälzischen Landwirtschafts- und Weinbauministerium wie auch mit den Managern getroffen, um den Namen „Pieroth“ aus der ganzen Angelegenheit herauszuhalten. Von Seiten der rheinland-pfälzischen Landesregierung soll Druck auf die Strafverfolgungsbehörden ausgeübt worden sein, den Fall niederzuschlagen. Ein im rheinland-pfälzischen Landtag eingesetzter Untersuchungsausschuss konnte der Familie Pieroth keine Mitwisserschaft nachweisen.

## Toxikologische Einordnung
Diethylenglykol (DEG) ist wesentlich weniger toxisch als das in Kühlerfrostschutzmitteln verwendete Monoethylenglykol. Deshalb argumentierte die Verteidigung der Winzer, dass Diethylenglykol in der im Wein meist nachgewiesenen Konzentration Leber, Niere und Gehirn gesundheitlich langfristig nicht schädigen könne. Ein gesunder Mensch wäre laut dieser Argumentation selbst bei reichlichem Weingenuss nicht unmittelbar vergiftet worden.
Allerdings weist das Bundesinstitut für Risikobewertung darauf hin, dass „tödliche Vergiftungen bereits ab 1000 mg/kg Körpergewicht auftreten können.“ Als Höchstwert wurden damals bis zu 48 g Diethylenglykol in einem Liter Wein gefunden. Betroffen war eine Welschriesling Beerenauslese des Jahres 1981 aus dem Haus Sautner aus Gols im Burgenland. Die potenziell tödliche Dosis wäre also dementsprechend bei einem 72 kg schweren Menschen ab dem Konsum von eineinhalb Litern des am stärksten betroffenen Weines erreicht worden.
Außerdem treten laut Bundesinstitut für Risikobewertung „erste morphologische und funktionelle Veränderungen, z.B. Schwellung der Nierentubuli, [...] beim Menschen bereits im Dosisbereich von 50–100 mg/kg Körpergewicht auf.“ Diese Dosis wäre bei einem 72 kg schweren Menschen schon ab einem Konsum von 75–150 mL dieses Weines erreicht worden.

## Konsequenzen

### Medienecho

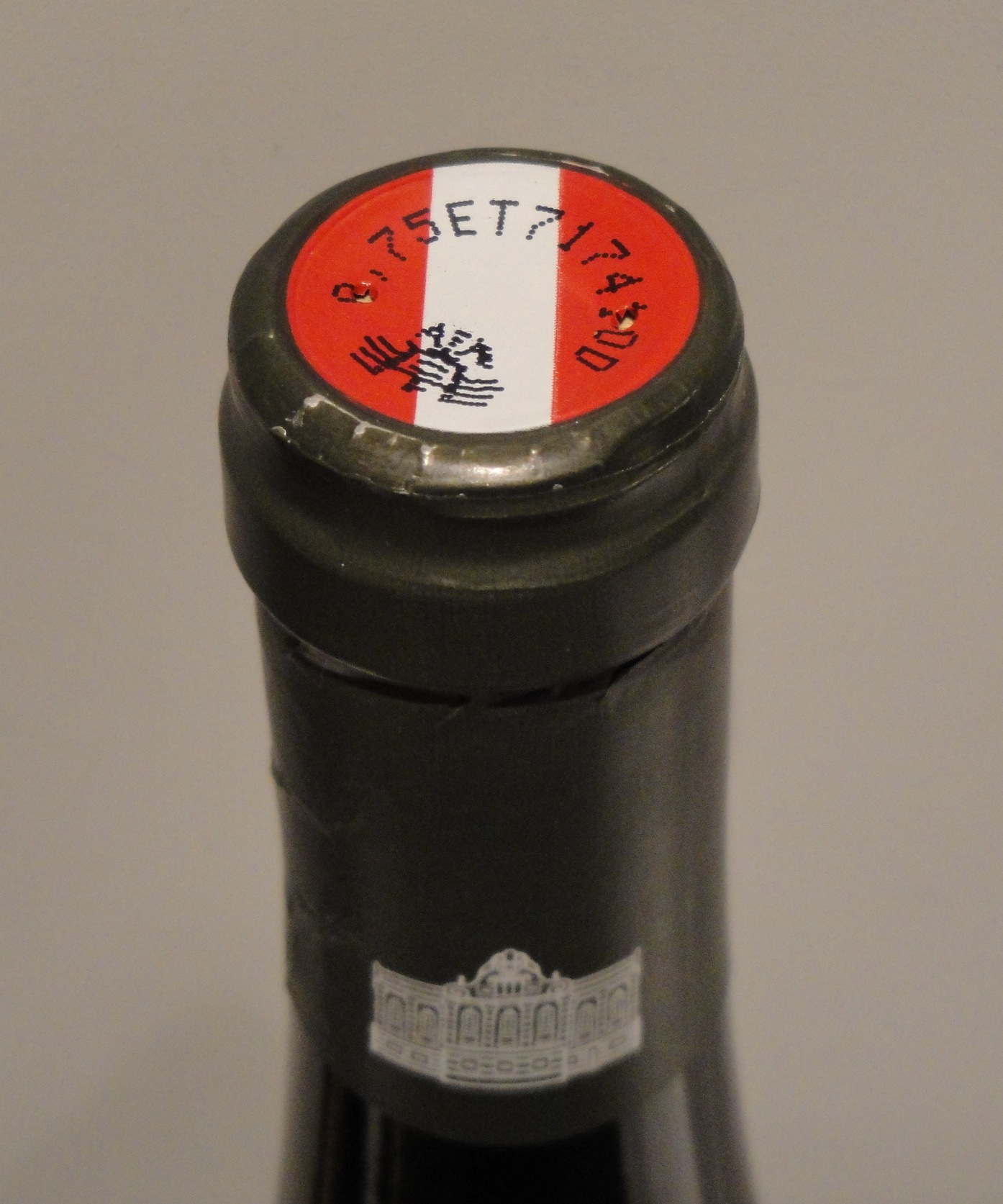
Die nummerierte Banderole ist seit 1985 obligatorisch für alle österreichischen Qualitätsweine

Die Weinverfälschungen waren wochenlang Thema in den Medien und fügten dem Ruf des österreichischen und deutschen Weinbaus schweren Schaden zu. In der Folge kam der Weinexport aus Österreich fast zum Erliegen. Millionen von Flaschen mussten vom Markt genommen werden. In der Bundesrepublik Deutschland trat das Bundesgesundheitsministerium am 9. Juli 1985 mit der Warnung, österreichische Weine seien zum Teil mit dem Frostschutzmittel Diethylenglycol verunreinigt worden, an die Öffentlichkeit. In der Folge wurden, da deutsche Weinabfüller einheimischen Wein mit dem beanstandeten österreichischen Wein versetzt hatten, auch in Deutschland verunreinigte Weine entdeckt. Vier Millionen Liter Wein wurden insgesamt beschlagnahmt. In Belgien wurden alle österreichischen Weine vom Markt genommen.

### Wirtschaftliche Folgen
Als unmittelbare Folge brach die Vermarktung des österreichischen Weins ein. Vor allem viele kleine, unbeteiligte Winzer gerieten in wirtschaftliche Schwierigkeiten und mussten aufgeben.

### Prozess vor dem deutschen Bundesverfassungsgericht
Gegen die Veröffentlichung der Warnung, die in Form einer Liste DEG-haltiger Weine erfolgte, zog eine deutsche Weinkellerei bis vor das deutsche Bundesverfassungsgericht. Die Verfassungsbeschwerde wurde in einer Grundsatzentscheidung zurückgewiesen: Die deutsche Bundesregierung könne aufgrund ihrer Aufgabe der Staatsleitung (Art. 65 GG) bei gesamtstaatlicher Verantwortung Informationsarbeit durchführen. Eine Verletzung von Art. 12 Abs. 1 GG liege nicht vor, sofern die marktbezogenen Informationen richtig und sachlich sowie Vorgaben für staatliches Informationshandeln, insbesondere das Vorliegen einer staatlichen Aufgabe und die Einhaltung der Zuständigkeitsordnung, erfüllt sind.
In der juristischen Literatur ist die Argumentation des deutschen Bundesverfassungsgerichts nicht unumstritten geblieben. Mit der Formulierung, die rechtlichen Grenzen des Informationshandels seien gewahrt, würden Eingriffs- und Rechtfertigungsprüfung vermischt.

### Strafrechtliche Verfahren
Es wurden jahrelange Prozesse geführt, in denen einige der Verurteilten bis zu acht Jahre Haft erhielten. Der Schaden, dem diese Prozesse zu Grunde lagen, wurde mit bis zu 124 Millionen Schilling (9 Millionen Euro) beziffert. Der größte Schaden entstand jedoch durch die mediale Präsenz mittelfristig auf der Imageebene, da das Vertrauen der Verbraucher beschädigt war.

### Gesetzgebung
In der direkten Folge führte der Glykolwein-Skandal in Österreich 1985 zu einem der strengsten Weingesetze der Welt und zu den schärfsten Kontrollen in ganz Europa. So muss z. B. jede Flasche mit einer staatlichen Banderole gekennzeichnet sein, bevor sie verkauft werden darf. Der Begriff des Haustrunkes, bei dem das Zusetzen von Zucker, Wasser und von Wein- und Zitronensäure noch zulässig war, wurde aus dem Weingesetz genommen und auch der als Haustrunk vor allem im Südburgenland beliebte Uhudler bis zu seiner Rehabilitation 1992 verboten.
Eine neue Generation an Winzern brach auch mit der traditionellen Aufzuckerung und ließ die Trauben länger reifen, damit sie selbst genügend Zucker enthielten, sodass auch nach der Gärung noch ausreichend Restzucker vorhanden war.